# Fasciïtis
En medicina, s'anomena fasciïtis una inflamació de la fàscia, el teixit fibrós que recobreix els músculs i ossos. En particular, el terme es refereix a una de les malalties següents: 
- Fasciïtis necrotitzant.[1] Algunes vegades, és una greu complicació del pemfigoide ampul·lar,[2] d'una histerectomia,[3] d'una apendicitis,[4] d'una polipectomia colonoscòpica[5] d'una perforació traumàtica rectal[6] o d'una circumcisió.[7] Rarament, afecta la mà,[8] la zona axil·lar,[9] la periorbitària,[10] la totalitat del cap i del coll,[11] la mama materna durant la lactància[12] o la mama i l'avantbraç simultàniament com a conseqüència d'un traumatisme.[13] Molt rares vegades, les seves característiques clíniques sòn semblants a les de la cistitis intersticial.[14] La fasciïtis necrosant infecciosa de la zona perineal rep el nom de gangrena de Fournier.[15] Pot ser mortal si no es diagnostica i es tracta ràpidament.[16]
- Fasciïtis plantar.[17] És una causa freqüent d'esperó calcani.[18] Un alt índex de massa corporal[19] i l'ús rutinari d'un calçat inadequat són factors que afavoreixen la seva aparició.[20] La diagnosi diferencial d'aquest tipus de fasciïtis inclou la radiculopatia lumbosacra[21] i l'apofisitis o la fractura del calcani.[22]
- Fasciïtis eosinofílica.[23] Anomenada també fasciïtis difusa amb eosinofília.[24] Aquesta fasciïtis pot aparèixer com una síndrome paraneoplàstica causada majoritàriament per càncers hematològics,[25] com una reacció adversa a determinats fàrmacs[26] o com un inusual efecte indesitjat de la vacuna contra el SARS-CoV-2.[27] Ocasionalment, origina una important limitació del moviment de la zona on es presenta.[28] El diagnòstic diferencial de la fasciïtis eosinofílica inclou l'esclerodèrmia,[29] la morfea (una forma infreqüent d'esclerodèrmia localitzada)[30] o l'esclerosi lateral amiotròfica.[31]

La fasciïtis nodular és un tumor benigne reactiu poc comú que es desenvolupa habitualment en el teixit subcutani. Deriva dels fibroblasts i pot sorgir a llocs molt diversos, com ara la cara, la fossa nasal, la cavitat oral, la mama, la laringe, el nervi radial, el múscul masseter, l'interior de les articulacions, la conjuntiva i l'escleròtica, el dors del canell, la part posterior de l'os etmoide, la paròtide, la glàndula salival submandibular, el pavelló auricular o el conducte auditiu extern. En alguns rars casos, pot ser confosa histològicament amb una neoplàsia maligna mamària o amb un mixofibrosarcoma del si maxil·lar. La fasciïtis ossificant és una variant poc comuna de la fasciïtis nodular caracteritzada per la formació d'os heterotòpic dins del teixit fascial.

## Tractament
De la mateixa manera que passa amb les inflamacions d'altres teixits tous, la fasciïtis plantar pot desaparèixer per si mateixa, però a vegades no és així. S'accelera la recuperació amb medicaments per al dolor com analgèsics i els metges acostumen a recomanar l'aplicació de fred en les primeres 48 hores i, segons siguin les característiques particulars de la fasciïtis, suport ortopèdic, teràpia ocupacional, fisioteràpia o la pràctica d'infiltracions sota control ecogràfic. Els corticoides sistèmics són el tractament d'elecció de la fasciïtis eosinofílica. En el cas de la fasciïtis necrotitzant cal administrar antibiòtics d'ampli espectre per via endovenosa, practicar el desbridament quirùrgic del teixit necròtic i, de vegades, emprar oxigenoteràpia hiperbàrica.